# 中島颯太
中島 颯太（なかじま そうた、1999年8月18日 - ）は、日本の歌手。FANTASTICS from EXILE TRIBEのメンバー。
大阪府大阪市住之江区出身。身長175cm。血液型B型。

## 略歴
関西大学第一中学校・高等学校を卒業。
高校2年の時にEXPG大阪校の新人発掘オーディションに落選し、1年間ボイストレーニングに通った。翌年のオーディションに合格し特待生となった。
2017年、高校3年の時に「VOCAL BATTLE AUDITION 5」に参加。大学付属校に通っており、大学進学テストの試験日とオーディションの3次審査が重なったが、両親は3次審査に行くことを認めてくれた。3次審査を通過、最終審査に合格し、FANTASTICSに加入した。
2023年8月、EXILE TRIBEのメンバーによるユニットEXILE B HAPPYとしても始動。

## 人物
- 妹が1人いる[5]。父親とお笑いタレントの小籔千豊が中学の同級生である[1]。
- 親の影響で幼稚園から小学3年までピアノを習っていた[6]。
- 小学生からサッカースクールに通い始めたが、中学3年の時に「長時間、目に紫外線が当たるのを避けるように」とドクターストップがかかりサッカーを辞めた。高校からは室内でプレーするフットサルを始め、近くにあったフットサルチームシュライカー大阪に入団した[6]。

## 出演

### テレビドラマ
- 君があざとくて何が悪いの? 〜僕らの恋日記〜（2022年4月 - 5月、テレビ朝日） - 吉野祐太郎 役[7]
- 沼る。港区女子高生 第1話（2023年2月25日、日本テレビ） - 芝田かえで 役
- スーパーのカゴの中身が気になる私 第5話（2023年8月19日、中京テレビ） - 牧野貴斗 役[8]
- サブスク不倫 第2話（2023年11月16日、MBS） - SOU 役[9]
- おっさんのパンツがなんだっていいじゃないか!（2024年1月6日 - 3月16日、東海テレビ・フジテレビ） - 五十嵐大地 役[10]
  - おっさんのパンツがなんだっていいじゃないか!SP（2025年6月28日）[11][12]
- 仮面ライダーガヴ 第44話（2025年7月20日、テレビ朝日） - タオリン 役

### 配信ドラマ
- 恋愛デスマッチ「国宝級彼氏オーディション」（2023年2月22日 - 、TVer、Hulu、日テレTADA ほか） - 芝田かえで 役[13]
- いつだって究極の選択（2025年3月17日 - 、TRAIN TV） - 新入社員 役[14]
- 君を駆ける（2025年4月18日配信予定、UniReel） - 主演・季節 役[15]

### テレビアニメ
- ヴァンパイア男子寮 第10話（2024年6月9日、TOKYO MX）[16]
- かいじゅうせかいせいふく（2025年4月 - 、テレビ東京） - となりのぬし 役[17]

### 映画
- 逃走中 THE MOVIE:TOKYO MISSION（2024年） - 大澤瑛次郎 役[18]
- 顔だけじゃ好きになりません（2025年） - 土井垣凌 役[19]
- 映画 おっさんのパンツがなんだっていいじゃないか!（2025年） - 五十嵐大地 役[20]
- 仮面ライダーガヴ お菓子の家の侵略者（2025年） - タオリン 役[21][22]
- ロマンティック・キラー（2025年公開予定） - 主演・小金井聖 役（上白石萌歌、木村柾哉、高橋恭平とクアトロ主演）[23]

### 舞台
- BOOK ACT Z 2025「芸人交換日記」（2025年5月13日）[24]

### テレビ番組
- ポップUP!（2022年4月 - 12月、フジテレビ） - 金曜レギュラー[25]

### ラジオ
- DESIGN YOUR FANTASTIC FUTURE（2023年1月6日 - 、FM802）[26]

### CM
- 日本マクドナルド
  - 「喫茶マック」（2023年・2024年）[27][28]
  - 「N.Y. バーガーズ」（2025年）[29]

### 玩具
- 仮面ライダーガヴ DXヘクセンハイムゴチゾウ&ウエハウスゴチゾウ（2026年1月）

### その他
- モデルナ・ジャパン「Moderna Meets Music」アンバサダー（2022年11月 - ）[30]
- 「第31回全日本高等学校女子サッカー選手権大会」応援リーダー（2022年12月 - 2023年1月）[31]
- サマンサグローバル「Samantha Beauty Project」アンバサダー（2023年）[32]

## 作品

### 参加作品
| 発売日         | 曲名   | 収録作品                                               |
| -------------- | ------ | ------------------------------------------------------ |
| 2024年11月27日 | MY WAY | V.A.『BATTLE OF TOKYO 〜COLLABORATION BATTLE STAGE〜』 |

### タイアップ
| 曲名   | タイアップ                                          |
| ------ | --------------------------------------------------- |
| 待つわ | マクドナルド『喫茶マック』で待ち合わせ」編 CMソング |

## 書籍

### 写真集
- 中島颯太1st写真集 そた本（2023年3月24日、主婦と生活社）[34]

### 雑誌連載
- JUNON「中島颯太のなるようになった。ええようになった。」（2021年10月号[35] - 2025年9月号）[36]

### その他
- 中島颯太の“なるようになった。”“ええようになった。” COMPLETE BOOK（2025年8月18日、主婦と生活社）[36]